# 环秀桥
环秀桥俗称黑桥，是中国安徽省黄山市徽州区呈坎镇呈坎村前街的一座梁式花岗岩条石桥，横跨潨川河，花岗石砌筑，建于明嘉靖乙丑年（1529年），清末重建。
环秀桥历史久远，建于元初，为罗环秀遗孀程氏捐资兴建，以丈夫的名字命名。罗东舒曾易巨石助建。原为五孔石桥，现存三孔。桥长25米，宽4米，高4米。环秀桥连接潨川河两岸，旧时也是休、歙、旌、太诸县往来的要道。元末罗旦重修。明成化年间（1465年—1487年），罗环秀建三孔石桥，桥上有木质廊亭，两侧置飞来椅座，供人歇息。明嘉靖乙丑年（1529年）洪水冲毁后由罗杲宗和吴氏夫妇出资重建。道光九年（1829年）十月罗亨忠重修。同治二年（1863年）环秀桥毁于兵火，由罗福俊妻郑氏重建。光绪二十七年（1901年）罗亨润等募资修复。
环秀桥对面河坝上“公禁河鱼”为清代二十二祖罗廷梅所刻，村里就禁止在河里捕鱼。
2001年，环秀桥和呈坎村内共计20处明清古建筑，包括长春大社、罗会泰宅、文献祠、钟英楼（更楼）、隆兴桥、燕翼堂、下屋、罗纯夫宅、罗润坤宅、石柱厅、首善儒宗宅门楼、罗永祈宅、罗永宁宅等、以呈坎村古建筑群的名义，列为全国重点文物保护单位。
2013年，环秀桥被大水冲毁，其木构、石构被冲至下游，后来使用找回的构建重建了环秀桥。